# 전자기장

자유 공간에서 z축에 평행하게 전파되는 선형 편광의 전자기 평면파는 전자기파 파동방정식의 가능한 해법이다. 전기장인 E와 자기장인 B는 서로에 대해 그리고 전파 방향에 대해 수직적이다.

전자기장(電磁氣場, electromagnetic field, 약자 EMF)은 벡터장인 전기장과 자기장을 총칭하여 이르는 말이다. 전기장의 힘, 전속밀도와 자기장의 힘, 자속밀도가 시간의 흐름에 따라 변화하는 경우에는 서로 상호작용에 의해서 한층 더 변화해 가므로 이 둘을 아울러 전자기장으로 정리해 부르며, 특수 상대성이론에서는 전자기장 텐서라는 하나의 객체로서 나타내어진다.
전자기장의 변동이 파동으로서 공간을 통해 전파되는 현상을 전자파라고 한다. 전자기장의 시간 변화는 맥스웰 방정식 및 양자 전기역학을 통해 계산할 수 있다.

## 전자기장의 에너지

### 정적인 장소에 있어서의 에너지
전하가 전하 밀도 ρ로 분포하고 있는 경우
{\displaystyle U_{e}={\frac {1}{2}}\int \rho (\mathbf {r} )\phi (\mathbf {r} )d^{3}r}
또는
{\displaystyle U_{e}={\frac {1}{8\pi \varepsilon _{0}}}\int {\frac {\rho (\mathbf {r} )\rho (\mathbf {r} ')}{|\mathbf {r} -\mathbf {r} '|}}d^{3}rd^{3}r'}
의 에너지를 저축할 수 있다.
또, 전류가 전류 밀도 j로 분포하고 있는 경우
{\displaystyle U_{m}={\frac {1}{2}}\int \mathbf {j} (\mathbf {r} )\cdot \mathbf {A} (\mathbf {r} )d^{3}r}
또는
{\displaystyle U_{m}={\frac {\mu _{0}}{8\pi }}\int {\frac {\mathbf {j} (\mathbf {r} )\cdot \mathbf {j} (\mathbf {r} ')}{|\mathbf {r} -\mathbf {r} '|}}d^{3}rd^{3}r'}
의 에너지를 저축할 수 있다.
이것들을 장소의 양으로 나타내면
{\displaystyle U_{e}={\frac {\varepsilon _{0}}{2}}\int \mathbf {E} ^{2}d^{3}r}
{\displaystyle U_{m}={\frac {1}{2\mu _{0}}}\int \mathbf {B} ^{2}d^{3}r}
위와 같이 정리할 수 있다.

### 에너지 밀도
에너지 밀도는
{\displaystyle u={\frac {1}{2}}(\mathbf {E} \cdot \mathbf {D} +\mathbf {B} \cdot \mathbf {H} )}
{\displaystyle ={\frac {1}{2}}\left(\varepsilon \mathbf {E} ^{2}+{\frac {1}{\mu }}\mathbf {B} ^{2}\right)}
로 정의되는 물리량이다.
전자기장이 가지는 에너지의 밀도를 나타내고 있어 전자기장이 외부에 일을 하지 않는 경우
{\displaystyle {\frac {\partial u}{\partial t}}+\mathrm {div} \mathbf {S} =0}
의 연속의 방정식을 채운다. 여기서, S는 포인팅 벡터이다. 포인팅 벡터는 전자기장의 에너지의 흐름을 나타내고 있어 이 식은 전자장의 에너지가 보존하고 있는 것을 나타내고 있다.

## 같이 보기
- 맥스웰 방정식
- 포인팅 벡터